# Blok P

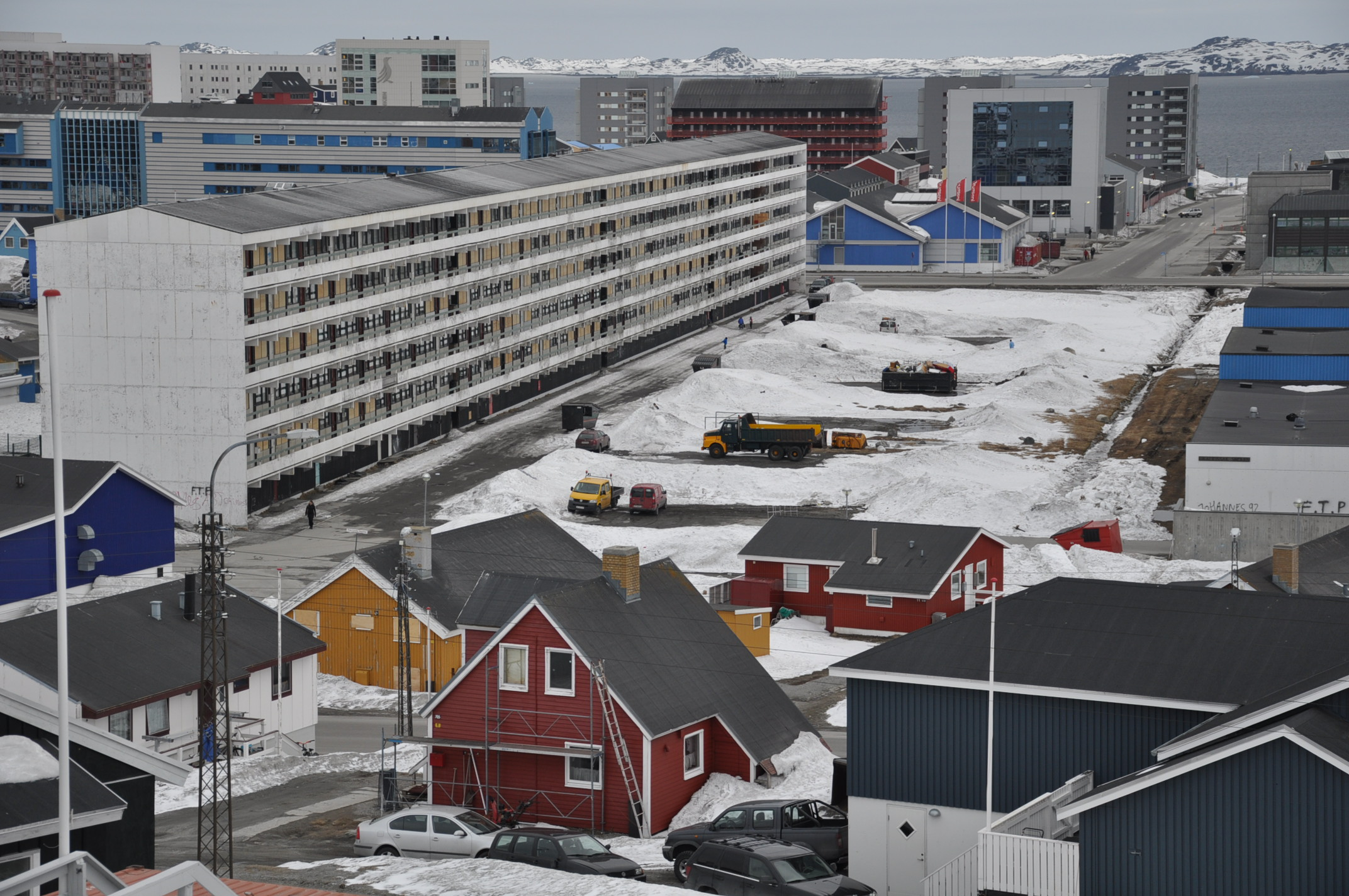
Blok P i Nuuk (den nordliga sidan).

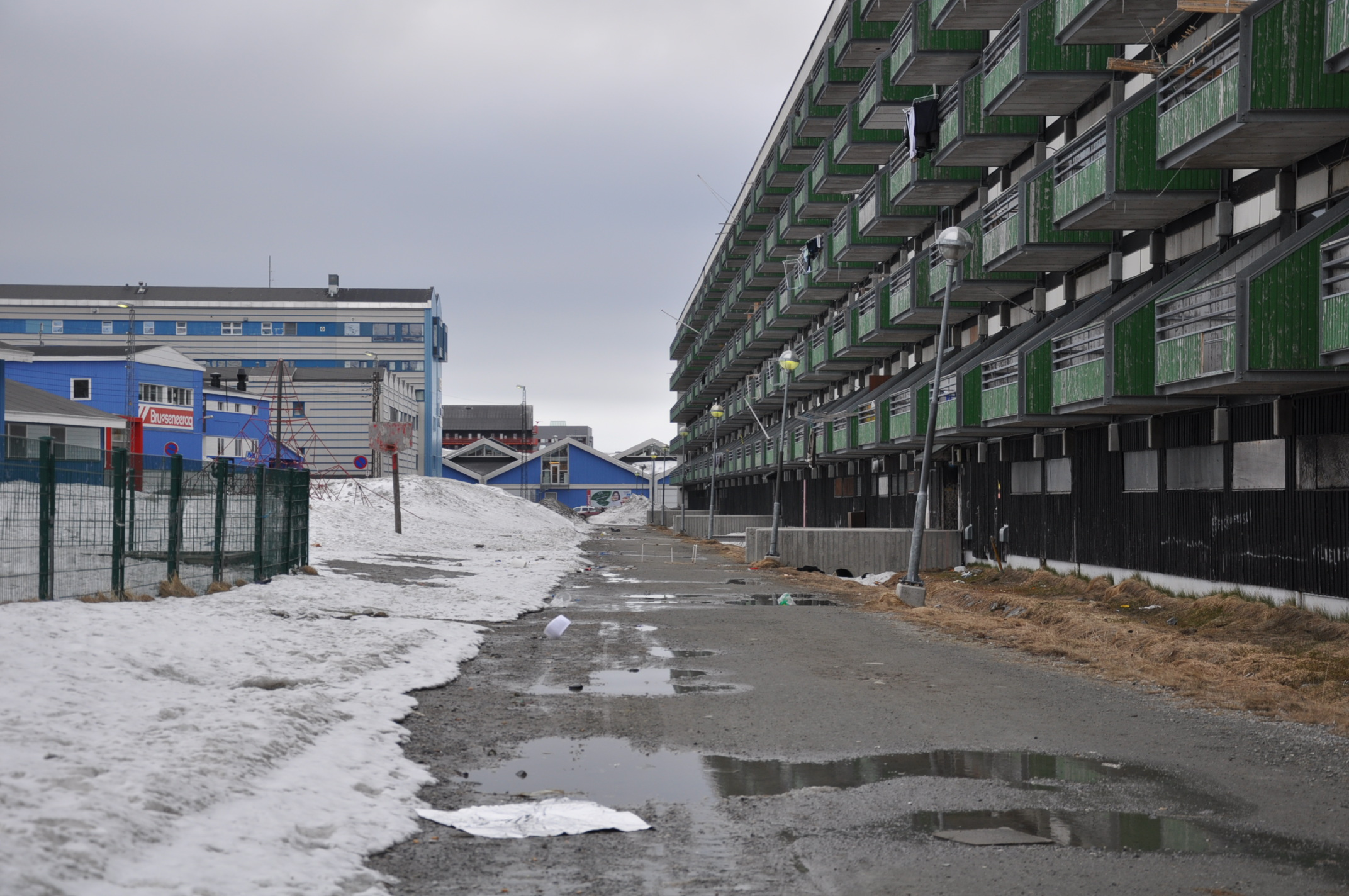
Blok P sett från Kongevej.

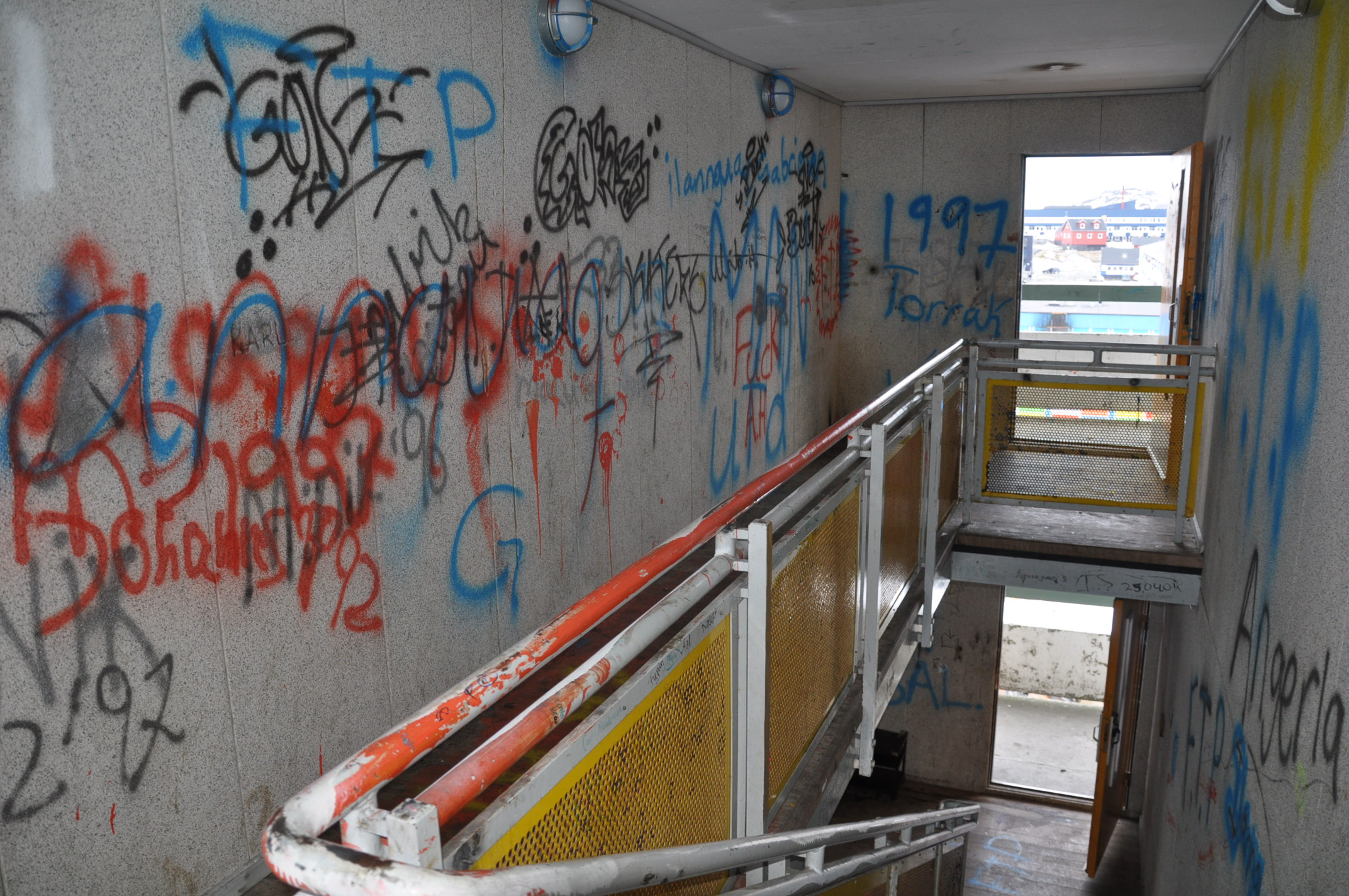
Graffiti i Blok P.

Blok P var det största bostadshuset på Grönland och den största byggnaden i Nuuk. Den innehöll omkring 320 lägenheter, och det sägs att omkring 1 % av den samlade befolkningen på Grönland bodde i denna byggnad.. Byggnaden revs 2012.

## Historia
Byggnaden byggdes och uppfördes 1965–1966 som en del av Folketingets program för att modernisera och urbanisera den grönländska infrastrukturen genom att flytta iväg folk från de kustnära boplatserna, som ansågs för "olönsamma, osunda och omoderna". Då blocket byggdes var det den största byggnaden i Konungariket Danmark.
Byggnaden var på fem våningar och hade 64 lägenheter med längd över ca. 200 meter. Blok P låg i öst–västlig riktning. Blok P revs 2012; de boende i huset flyttades till Qinngorput.

## Största grönländska flaggan
Den nordliga änden av huset har varit utsmyckad med den största kända grönländska flaggan. Flaggan, som bestod av kasserade kläder, syddes av en lokal konstnär, Julie Edel Hardenberg, med hjälp av skolbarn.